# Al-Thawrah

Al-Thawrah es el centro administrativo de Nahiya Al-Tabqah y el distrito de Al-Thawrah.

Al-Thawrah (en árabe: الثورة‎ aṯ ṯawrah), también conocida como al-Tabqa (الطبقة aṭ ṭabqah), es una ciudad localizada en la Gobernación de Raqa (Siria), aproximadamente a 55 kilómetros al oeste de Raqa.
El nombre "al-Thawrah" significa literalmente "La Revolución", en referencia a la Revolución del 8 de marzo. La Presa de Tabqa, que contiene al Éufrates y crea el Lago Assad, se construyó cerca de Al-Thawrah. La ciudad tuvo una población de 69 425 en el censo de 2004. Aquí habitaban miles de asirios, la mayoría huyendo de la violencia sectaria de la Guerra Civil Siria.

## Guerra Civil Siria
El 28 de agosto de 2014, Dáesh o ISIS consiguió capturar la totalidad de la ciudad en la Batalla de Al-Tabqa.
El 22 de marzo de 2017, el Observatorio Sirio para los Derechos Humanos informó de que la Coalición Internacional bombardeó la ciudad, hiriendo y matando a más de 40 personas. La BBC precisó que fueron 27 muertos y 40 heridos. El 26 de marzo, las Fuerzas Democráticas Sirias conquistaron la base aérea de Tabqa y se encontraban a las puertas de la ciudad.
Finalmente, el 10 de mayo de 2017 y tras una dura batalla, las Fuerzas Democráticas Sirias se hicieron con el control de la ciudad y de la presa, expulsando a Dáesh.

Las Fuerzas Democráticas Sirias conquistan Tabqa y la presa.